# İshak Doğan
İshak Doğan (ur. 9 sierpnia 1990 w Hagen) – turecki piłkarz grający na pozycji lewego obrońcy. Od 2016 jest zawodnikiem klubu Karabükspor.

## Kariera klubowa
Swoją karierę piłkarską Doğan rozpoczął w klubie SG Wattenscheid 09. W sezonie 2008/2009 zadebiutował w jego barwach w Oberlidze. W 2009 roku został zawodnikiem Arminii Bielefeld, gdzie grał w rezerwach. W sezonie 2009/2010 awansował z nimi z Oberligi do Regionalligi.
W 2011 roku Doğan przeszedł do MKE Ankaragücü. Swój debiut w Süper Lig zaliczył 3 grudnia 2011 w przegranym 2:4 wyjazdowym meczu z Fenerbahçe SK. W sezonie 2011/2012 spadł z Ankaragücü do TFF 1. Lig.
Po spadku Ankaragücü Doğan zmienił klub i za kwotę 700 tysięcy euro przeszedł do >Karabüksporu. Swój debiut w Karabüksporze zanotował 1 września 2012 w przegranym 0:3 domowym meczu z Beşiktaşem JK. W Karabüksporze występował przez dwa lata.
Latem 2014 roku Doğan został piłkarzem Trabzonsporu. Zadebiutował w nim 31 sierpnia 2014 w zremisowanym 0:0 wyjazdowym meczu z Kayseri Erciyessporem. W 2016 roku grał na wypożyczeniu w Eskişehirsporze. W tym samym roku został zawodnikiem Karabüksporu.
| Sezon   | Klub                 | Kraj   | Rozgrywki    | Mecze | Gole |
| ------- | -------------------- | ------ | ------------ | ----- | ---- |
| 2008/09 | SG Wattenscheid 09   | Niemcy | Oberliga     | 5     | 0    |
| 2009/10 | Arminia Bielefeld II | Niemcy | Oberliga     | 25    | 4    |
| 2010/11 | Arminia Bielefeld II | Niemcy | Regionalliga | 2     | 0    |
| 2010/11 | MKE Ankaragücü       | Turcja | Süper Lig    | 0     | 0    |
| 2011/12 | MKE Ankaragücü       | Turcja | Süper Lig    | 26    | 1    |
| 2012/13 | Karabükspor          | Turcja | Süper Lig    | 23    | 0    |
| 2013/14 | Karabükspor          | Turcja | Süper Lig    | 29    | 0    |
| 2014/15 | Trabzonspor          | Turcja | Süper Lig    | 11    | 0    |
| 2015/16 | Trabzonspor          | Turcja | Süper Lig    | 0     | 0    |
| 2015/16 | Eskişehirspor        | Turcja | Süper Lig    | 2     | 0    |
| 2016/17 | Karabükspor          | Turcja | Süper Lig    |       |      |

## Kariera reprezentacyjna
W reprezentacji Turcji Doğan zadebiutował 15 listopada 2013 w wygranym 1:0 towarzyskim meczu z Irlandią Północną, rozegranym w Adanie, gdy w 89. minucie zmienił Ardę Turana.